# Cantone di Tauves
Il Cantone di Tauves era una divisione amministrativa dell'arrondissement di Issoire.
È stato soppresso a seguito della riforma complessiva dei cantoni del 2014, che è entrata in vigore con le elezioni dipartimentali del 2015.
Comprendeva i comuni di
- Avèze
- Labessette
- Larodde
- Saint-Sauves-d'Auvergne
- Singles
- Tauves